# Carlo Girometta
Carlo Girometta (Castel San Giovanni, 9 novembre 1913 – Castel San Giovanni, 10 giugno 1989) è stato un allenatore di calcio e calciatore italiano, di ruolo attaccante.

## Carriera
Cresciuto nell'Olubra, squadra del paese natale, passa al Piacenza nel 1933, dove si mette subito in luce con 8 reti in altrettante partite del campionato di Prima Divisione, a cui si aggiungono altre 3 reti nel girone finale, nel quale è titolare in sostituzione di Alfredo Simoni. Nelle due stagioni seguenti viene impiegato stabilmente come centravanti, realizzando 14 e 26 reti sempre con la casacca degli emiliani.
Le sue prestazioni attirano l'attenzione di Vittorio Pozzo, che lo include come riserva (insieme al compagno di squadra Sandro Puppo) nella rosa dei convocati per le Olimpiadi di Berlino, vinte proprio dalla rappresentativa azzurra. In quella stessa estate Girometta passa al Brescia, in Serie B, ripetendo le buone prestazioni ottenute al Piacenza. Sale ancora di categoria con il passaggio all'Atalanta, con cui esordisce in Serie A il 28 novembre 1937 nella trasferta contro il Bari; nella massima serie però non incide (7 presenze senza reti) e gli orobici retrocedono. Negli anni successivi non riesce più a ritrovare la via del gol con le maglie di Alessandria, Salernitana (dove è impiegato anche come centromediano) e Sanremese, tra Serie B e Serie C.
Nel 1938, per adempiere agli obblighi di leva, è arruolato come allievo ufficiale di complemento degli Alpini presso la Scuola AUC di Bassano del Grappa. Al termine del corso viene nominato sottotenente degli alpini e presta il servizio di "prima nomina".
Richiamato alle armi durante la seconda guerra mondiale, combatte come tenente alpino sul fronte russo, inquadrato nel Battaglione Val Chiese 6º Reggimento alpini, Divisione Tridentina.
Fatto prigioniero nel gennaio del 1943, fu internato nei campi di Krinovaja, Oranki e Suzdal, e costretto a frequentare la Scuola Antifascista di Krasnogorsk.
Nel campo di Krinovaja, assistette a scene di cannibalismo e contrasse il tifo petecchiale, sino a perdere 35 kg di peso.
Per il suo intransigente comportamento in prigionia, e per la critica al regime comunista e la sua fedeltà al giuramento di ufficiale del Regio Esercito, fu trattenuto in prigionia per punizione sino al 19 luglio 1946.
Fu l'unico ufficiale del suo battaglione a rientrare in Italia dopo la prigionia.
Al termine del conflitto chiude la carriera di calciatore tornando all'Olubra, la squadra con cui aveva esordito, militante nel campionato di Serie C.
Tra il 1959 e il 1962 allena la Castellana, altra squadra di Castel San Giovanni, dimettendosi nel novembre 1962.

## Palmarès
- Oro olimpico: 1

Berlino 1936